# بيتر جون بارنز (عالم الجهاز التنفسي)
بيتر جون بارنز (بالإنجليزية: Peter J. Barnes)‏ (من مواليد 29 أكتوبر 1946)هو عالم أمراض الجهاز التنفسي البريطاني، وطبيب متخصص في آليات وعلاج الربو ومرض الانسداد الرئوي المزمن (COPD)، وهو حالياً أستاذ مارجريت تورنر-وارويك لطب الصدر في المعهد الوطني للقلب والرئة، والرئيس السابق لطب الجهاز التنفسي في الكلية الملكية، والطبيب الفخري في مستشفى رويال برومبتون في لندن. ويعد الباحث الطبي الأكثر استشهادًا في العالم.

## حياة سابقة
ولد بارنز في برمنغهام وذهب إلى المدرسة في كلية ليمينغتون، وحصل على منحة دراسية مفتوحة لكلية سانت كاثرين- كامبريدج، حيث تخرج مع بكالوريوس الفنون في العلوم الطبيعية (مرتبة الشرف من الدرجة الأولى) في عام 1969، وانتقل إلى كلية الطب في جامعة أكسفورد حيث كان عالمًا، وتخرج مع بكالوريوس الطب وبكالوريوس الجراحة في عام 1972.

## مهنة طبية
بعد التأهل في الطب، أجرى تدريبًا سريريًا في مستشفى رادكليف في أكسفورد، تبعه وظائف في لندن في مستشفى برومبتون، ومستشفى كوين سكوير و مستشفى الكلية الجامعيّة، وفي عام 1978 انتقل إلى كلية الطب الملكي للدراسات العليا لإجراء بحث في علم الصيدلة التنفسية وحصل على درجة دكتوراه في الطب من جامعة أكسفورد.
في عام 1981 أمضى عامًا في مركز أبحاث القلب والأوعية الدموية في المركز الطبي UCSF، وبعد عودته إلى لندن عمل كأخصائي أول في مستشفى هامرسميث.
وفي عام 1982 تم تعيينه طبيبًا استشاريًا ومحاضرًا سريريًا كبيرًا في الكلية الطبية الملكية للدراسات العليا (RPMS)، ثم تولى رئاسة قسم علم الصيدلة السريرية الذي تم إنشاؤه حديثًا في المعهد الوطني للقلب والرئة (NHLI) في عام 1985، والذي تم دمجه فيما بعد كمعهد للدراسات العليا في الكلية الملكية، وأصبح طبيبًا استشاريًا فخريًا في مستشفى رويال برومبتون.
في عام 1987 تم تعيينه كرئيس طب الصدر القائم في المعهد الوطني للقلب والرئة (NHLI)، وكان رئيسًا لطب الجهاز التنفسي في الكلية الملكية حتى عام 2017.

## أبحاث
ركز بحثه في البداية على التنظيم الأدرينالي للمسالك الهوائية، ودور الكاتيكولامينات الذاتية (خاصة الإبينفرين)، والمستقبلات الأدرينالية ودور الآليات العصبية الكولينية في الربو، وكان أول من وضع خريطة لتوزيع المستقبلات في الرئة باستخدام التصوير الشعاعي، وبحثت مجموعته في دور الببتيدات العصبية في الربو واقترح آلية رد الفعل المحوري لمرض الربو. يؤدي تحقيقهم في دور الآليات الالتهابية في الربو ودور الوسطاء الالتهابيين، إلى فهم كيفية تنظيم عوامل النسخ، مثل العامل النووي كابا (NF-Κb)، للتعبير عن جينات الالتهابات المتعددة في الشعب الهوائية وكيف أن الكورتيزون يثبط الالتهاب عن طريق إيقاف تشغيله هذه الآليات النسخية. استكشف بحثه آليات الربو الحاد وخاصة مقاومة الستيرويد في الربو، وحدد العديد من الآليات الجزيئية، كما حقق في كيفية تفاعل منبهات (β2) والكورتيكوستيرويدات لأنهما أكثر العلاجات الدوائية شيوعًا للربو، كما قامت مجموعته البحثية بالتحقيق في الآليات الالتهابية في مرض الانسداد الرئوي المزمن، باستخدام نفس الأساليب التي تم استخدامها في الربو، وكان الإنجاز المهم هو توضيح الآلية الجزيئية للتأثيرات المضادة للالتهابات للجلوكوكورتيكوستيرويدات في الربو من خلال توظيف الهيستون ديسيتيليز2 (HDAC2) في الجينات الالتهابية المنشطة، وبالتالي عكس أستلة الهيستون التي تشارك في تنشيط الجينات الالتهابية. كما دقَّق بحثه أيضًا عن سبب عدم فعالية الكورتيزون في إزالة الالتهاب في مرض الانسداد الرئوي المزمن (COPD)، مما دلَّ على أن هذا يرجع إلى انخفاض النشاط والتعبير عن(HDAC2)  نتيجة الإجهاد التأكسدي من خلال نتروز التيروزين والفوسفرة عبر فوسفوينوسيتيد 3 كيناز (PI3K-δ)، كما أظهر أن الثيوفيلين كان قادرًا على استعادة الهيستون ديسيتيليز2 (HDAC2) وعكس مقاومة الستيرويد في مرض الانسداد الرئوي المزمن عن طريق تثبيط انتقائي لفوسفوينوسيتيد 3 كيناز (PI3Kδ) المنشط للأكسدة. كما كان رائدًا في استخدام العلامات غير الغازية لمراقبة الالتهاب في الشعب الهوائية وخاصة زفير أكسيد النيتريك، والذي يزداد في حالة الربو ويقلَّل عن طريق العلاج بالستيرويد.
كان لأبحاثه تأثير كبير على الفهم الحالي لآليات الربو ومرض الانسداد الرئوي المزمن وكيف تعمل العلاجات الحالية لهذه الأمراض، وقد حدد هذا عدة أهداف جديدة للعلاج.
نتيجة لأبحاثه حول مقاومة الستيرويد، شارك في تأسيس شركة فرعية داخل Imperial College مع جارث رابورت (Garth Rapeport) والطبيب آيتو كازهيرو (Kazuhiro Ito)  تسمى (RespiVert) في عام 2007، والتي اكتشفت علاجات جديدة أصبحت الآن في عيادة تطوير لعلاج الربو الحاد ومرض الانسداد الرئوي المزمن (COPD) منذ أن استحوذت شركة جونسون آند جونسون على الشركة في عام 2010.

## منشورات
بارنز هو مؤلف لأكثر من 1000 منشور في مجلات علمية وهو واحد من أكثر العلماء استشهاداً في العالم. قام بتحرير أو شارك في تحرير أكثر من 50 كتابًا عن الربو ومرض الانسداد الرئوي المزمن وعلم الأدوية التنفسي. يتجاوز مؤشر h الخاص بشبكته الويب للعلوم 170.

## حياة عائلية
تزوج من أوليفيا هارفارد واتس، طبيبة نفسية، عام 1976 ولهما ثلاثة أبناء: آدم (مواليد 1978)، توبي (مواليد 1983)، وجوليان (مواليد 1988).

## أوسمة وجوائز
- 1991 محاضرة ليناكر: الكلية الملكية للأطباء.
- 1995 الجائزة السنوية  للاتحاد الطبي الهولندي
- 1996 محاضرة أمبرسون: الجمعية الأمريكية لأمراض الصدر.
- 1997 الدرجة الفخرية في دكتوراه الطب: جامعة فيرارا.
- 1997 محاضرة وليام ويرينغ: الكلية الملكية للأطباء
- 1998 زميل مؤسس: أكاديمية العلوم الطبية.
- 1998 محاضرة ايراسموس: جامعة فريجي بروكسل (جامعة بروكسل).
- 1999 محاضرة سادول: جمعية الجهاز التنفسي الأوروبية.
- 2000 محاضرة مانويل ألبرتال التذكارية: الكلية الأمريكية لأطباء الصدر
- 2001 الدرجة الفخرية في دكتوراه الطب: جامعة أثينا.
- 2001 جائزة بولسون: جمعية علم الأدوية النرويجية ز
- 2002 ميدالية الكلية: الكلية الأمريكية لأطباء الصدر.
- 2008 الدرجة الفخرية في دكتوراه الطب: جامعة تامبيري.
- 2007 زميل الجمعية الملكية.
- 2007 الميدالية الذهبية: جمعية أمراض الصدر البريطانية.
- 2009 محاضرة كرونيان: الكلية الملكية للأطباء.[20]
- 2009 باحث رئيسي: المعهد الوطني للبحوث الصحية. (NHS)
- 2010 الدرجة الفخرية في دكتوراه الطب: الجامعة الكاثوليكية في لوفان.
- 2011 زميل فخري في كلية سانت كاثرين، كامبريدج.
- 2012 ماجستير FCCP: الكلية الأمريكية لأطباء الصدر.
- 2012 عضو الأكاديمية الأوروبية.
- 2013 رئيس: جمعية الجهاز التنفسي الأوروبية.
- 2014 دكتوراه فخرية: جامعة ماستريخت
- 2018 اعترف Expertscape ببارنز باعتباره الخبير الأعلى مرتبة في العالم في مرض الانسداد الرئوي المزمن. [20]
- 2019 رئيس الجمعية البريطانية لأبحاث الرئة (BALR).

## روابط خارجية
- Curriculum Vitae
- Publications
- Citations نسخة محفوظة 8 نوفمبر 2017 على موقع واي باك مشين.
- COPD interview
- ScienceWatch interview on COPD research